# Darnaway Castle

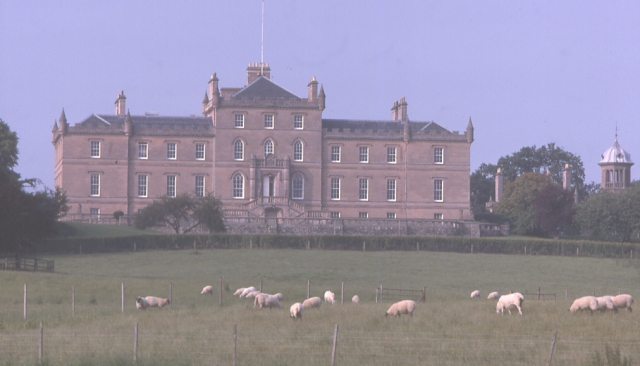
Darnaway Castle

Darnaway Castle, auch Tarnaway Castle, ist ein Landhaus und eine ehemalige Burg im Darnaway Forest, etwa fünf Kilometer südwestlich von Forres in der schottischen Council Area Moray. Dies war Land des Clan Cumming, das König Robert I. zusammen mit dem Earldom Moray an Thomas Randolph vergab. Die Burg blieb seitdem Sitz der Earls of Moray. 1810 wurde Darnaway Castle umgebaut und beinhaltet die alte Banketthalle, in der 1000 Mann untergebracht werden können.

## Die Randolphs und die Douglases
Sir Thomas Randolph ließ vermutlich die erste Burg erbauen. John Randolph, 3. Earl of Moray, fiel 1346 in der Schlacht von Neville’s Cross, ohne dass er männlichen Nachwuchs hinterlassen hätte. So fiel das Earldom an Patrick Dunbar, den Gatten von einer von Johns Töchtern. Die männliche Linie der Dunbars endete um 1430 und das Earldom fiel an den Clan Douglas. Als Archibald Douglas, Earl of Moray am 1. Mai 1455 in einer Schlacht fiel, in der er mit seinen Brüdern gegen König Jakob II. kämpfte, der sich entschloss, die Macht, die die Douglases mit dem Schwert verteidigten, an sich zu reißen, hatten die Douglases ihren Titel und das Anwesen Darnaway zusammen mit anderen Besitzungen verwirkt. Sie fielen nun an den Clan Murray und dann an das Haus Stuart, bei dessen Nachkommen sie verblieben.

## Mittelalterlicher Rittersaal

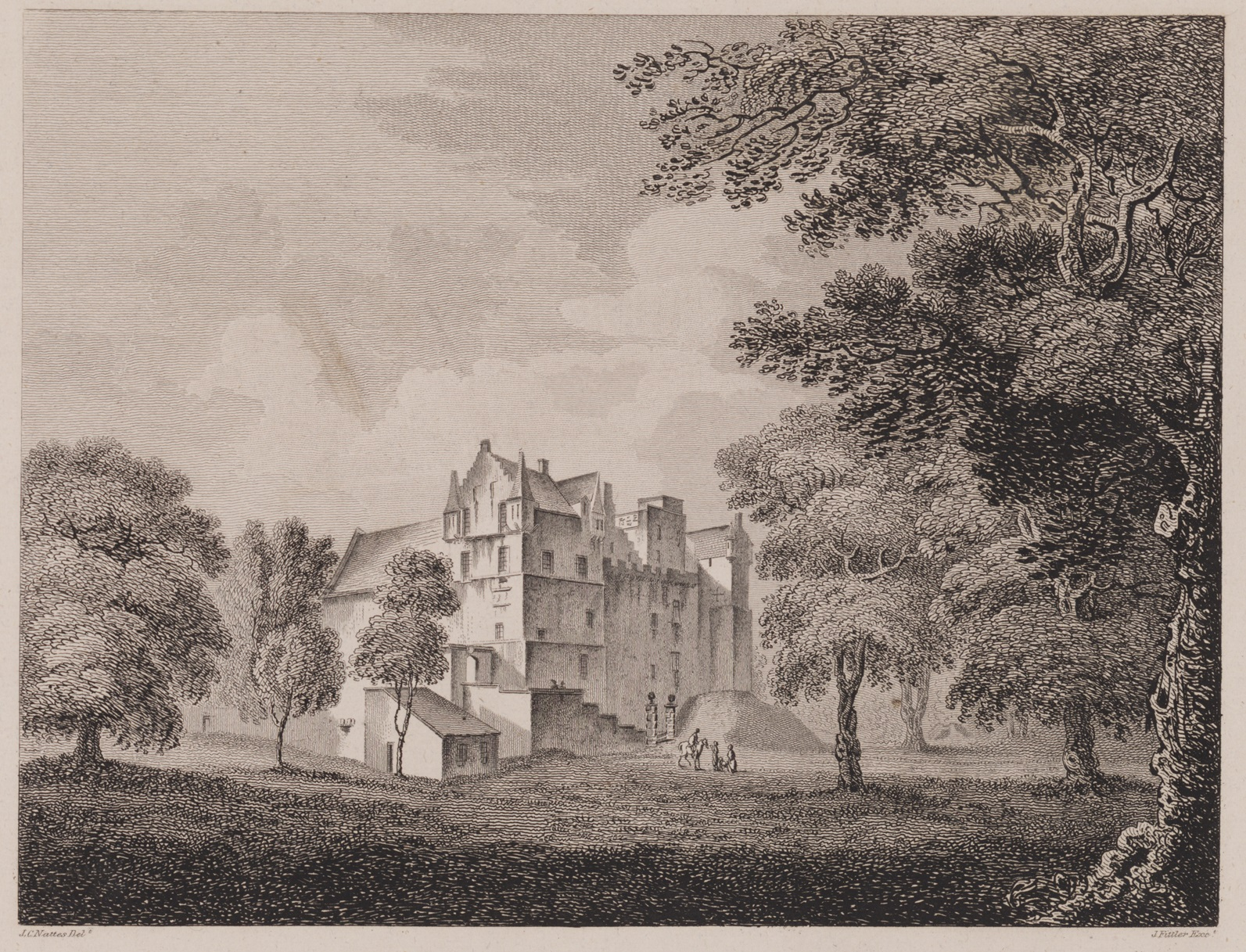
Die Burg 1804, vor dem Umbau

Die Banketthalle ist der einzig erhaltene Teil der 1450 von Archibald Douglas errichteten Burg. Sie hat noch ihre Hammerbalken-Gewölbedecke aus dem 15. Jahrhundert, was sie zu einer von nur zwei mittelalterlichen Hallen in Schottland mit dieser originalen Deckenkonstruktion macht, „ein fast einmaliges Beispiel in Schottland“. Der Rittersaal war bereits 1562 bemerkenswert, als ein englischer Beobachter ihn als „sehr schön und groß gebaut“ beschrieb. Im November 1501 wurde der Rittersaal mit Spune Thak (Holzschindeln), die von einem Schreiner geschnitzt wurden, auf Geheiß von König Jakob IV. neu gedeckt. König Jakob hielt seine Mätresse, Janet Kennedy, auf Darnaway Castle aus.

## Randolphs Sprung
Südlich der Burg, wo der Findhorn durch eine Schlucht rauscht, erinnert Randolph's Leap an die Art des Weitsprungs, den man normalerweise mit Robert Roy MacGregor verbindet. Er wurde vermutlich nicht von Earl Randolph durchgeführt, sondern von seiner Beute, Alastair Comyn aus dem nahegelegenen Dunphail. Das Anwesen von Darnaway hat ein Besucherzentrum und etliche Hektar Laubwälder. Die Burg ist noch bewohnt.

## Schutzstatus

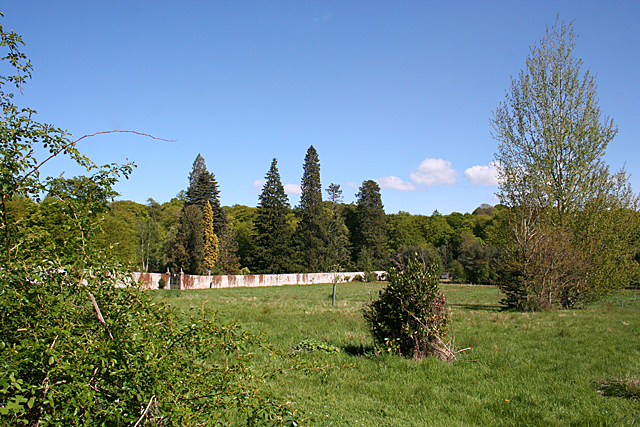
Blick auf den ummauerten Garten

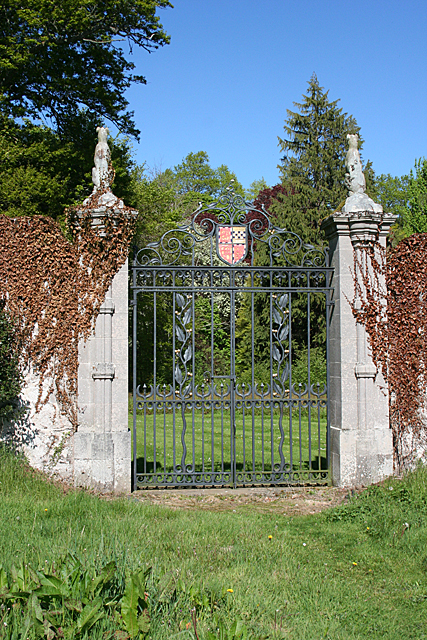
Tor zum Garten

Die für den Denkmalschutz bedeutsamen Baulichkeiten wurden als Listed Building der höchsten (die Burg mit den zugehörigen Terrassen) und der zweithöchsten Stufe ausgewiesen. Letzteres umfasste Ställe und eine Remise für Kutschen sowie Mauern und Tore im Bereich des Gartens.
Zudem wurden die Außenanlagen 1987 als Teil des Inventory of Gardens and Designed Landscapes in Scotland ausgewiesen.